# Agylla endocapnia
Agylla endocapnia är en fjärilsart som beskrevs av George Francis Hampson 1914. Agylla endocapnia ingår i släktet Agylla och familjen björnspinnare. Inga underarter finns listade i Catalogue of Life.